# F-106三角标枪战斗机
F-106三角镖（Delta Dart）是美国通用動力康维尔分公司研制的一种全天候截击机，主要用于美国本土的防空作战。F-106也被称为终极拦截机（Ultimate Interceptor），也是美国最后一种专职截击机。他在美国军队一直服役至1980年代末期，在美國太空總署则一直使用至21世纪前；從1998年後，除役的F-106陸續改造為無人駕駛靶機QF-106，取代QF-4無人駕駛靶機的任務。

## 历史
創造F-106之緣由是作為F-102三角剑战斗机的正式量產版本誕生，F-102雖然贏得1954年攔截機計劃競標，但原型機問世後美國空軍發現F-102原型機是不成熟的技術；包括仍待改進的面積法則、研發延宕最後拿問題更多的西屋J40發動機取代原訂之J67發動機、以及同樣研發延宕的休斯MX-1179火控系統（原型機使用F-86D修改之E-9火控系統替代）。F-102的原型機雖然無法達到要求，美國空軍仍遷就現有缺陷牽行撥付預算量產，並以F-102A代號服役。但自1951年11月起，美國空軍將攔截機計畫的未來寄望在可能修改現有問題的F-102B；包括與J67同等級可互換的J57發動機、以及總算可用的MX-1179火控系統（正式服役代號MA-1），如所有技術配套完整使用，F-102B將可以成為美軍原始想像的高性能攔截機。
F-102B的设计过程一直受困于之前F-102A的各种麻烦。而且他的经费一度不足，因为钱被挪用到F-102A的发展计划上；直到1954年3月，美軍總算和康維爾簽訂原型機製造合約，合約要求在隔年交付新機型。但F-102B問題仍然繼續發生，由於發動機技術上一直不見起色，美軍在1955年初同意放棄原本定案之J67與J57，更換為新開發的J75發動機。因為新發動機的空氣流量需求遠較舊型機要大，F-102B除了增大進氣口，並採用可變幾何進氣道設計保持高速飛行時之進氣效率穩定性；因為更換進氣道設計，除了拉長機身之外，也縮短了進氣道結構；康維爾同時重新設計了主翼與垂直尾翼。
在1955年11月，美國空軍訂購第一批17架F-102B；同年12月，美軍正式要求F-102B需整合MA-1火控系統，MA-1火控系統在同月完成整合在全尺寸駕駛艙的測試，這次成功增強了美軍對本計畫的信心。但這批17架合約並沒有在1955年履約交機，因此在1956年4月18日美軍簽訂延長履約協定，1956年6月17日，美國空軍正式賦予F-102B新編號：F-106。一方面是以为空军认为F-102B已经是脱胎换骨的新设计，另一方面也是希望在行政上不要被F-102项目所干扰。
1956年12月26日，第1架YF-106A（之前的F-102B）在爱德华兹空军基地进行了首飞。试飞员是康维尔公司的试飞员理查德·约翰逊。这次试飞受到了很多故障的影响，没有达到预期目标。第2架YF-106在1957年2月26日交機，2號機的電子設備較1號機完整，但2架原型機在測評時仍舊出現极速不达标和加速性差的问题。尤其是后者，严重到美国空军认为F-106在M1.7以上的速度毫无战术实用价值。同时，计划安装的MA-1火控系统依然问题百出。连续的问题让美国空军一度考虑是否取消F-106项目。
无论如何，在康维尔工程师的努力之下问题相继被克服。美国空军也最终保留了F-106项目。但订货量从1000架减少到360架。为了节省经费，连原型机都被改造成量产型服役。1959年10月，第一架F-106A终于在华盛顿盖格空军基地（Geiger AFB）进入战备。此时距离美国空军预想的时间已经拖延了5年。
1959年12月，约瑟夫·罗杰斯少校（Major Joseph Rogers）驾驶一架F-106A在40500英尺（12344.4公尺）高度上飞出了1526.95英里/小时（每小時2457.4公里）的速度记录。
直到服役的时候，F-106的问题依然层出不穷，直到1959年12月31日才宣布达到战备水平。

## 设计
一如F-102，F-106也使用了巨大三角翼无尾布局的设计。两者机翼的区别并不大。不同的是F-106在量产型上用前缘缝翼取代了F-102上的翼刀。但与F-102纯三角型的垂直尾翼不同。F-106的垂尾采取梯形结构，同时前后缘都有后掠角。垂尾上面的减速板改为了左右打开的方式。减速伞改为收藏在垂尾的根部。因为要飞到M2以上，F-106的机身根据面积率做了进一步优化。它机身处的“蜂腰”比F-102更细。同时进气道和尾喷管也做了进一步的优化，以适应更快速度下的减阻要求，并为发动机提供更多的空气。相应的，飞机上配备的J75-P-17发动机推力比F-102大了足足一倍。F-106继续沿用了F-102上的楔形座舱盖以适应高速飞行。这很破坏飞行员的视线，不过对于高度自动化的F-106倒不是什么大问题。
F-106被设计成高度自动化的截击机。通过机体上通讯设备与地面的贤者系统（SAGE）连接，F-106的MA-1火控系统可以根据目标信息自动规划截击路线，自动引导飞机飞向预定航点，自动锁定目标开火，并自动带领机体进入脱离航线。实际上飞行员只需要驾驶飞机起飞降落，然后在自动控制系统出错的情况下进行干预就行了。1960年，一架F-106A甚至以全自动驾驶模式从爱德华兹空军基地飞往佛罗里达。但在早期MA-1故障频出，在做了60次升级之后才算稳定下来。

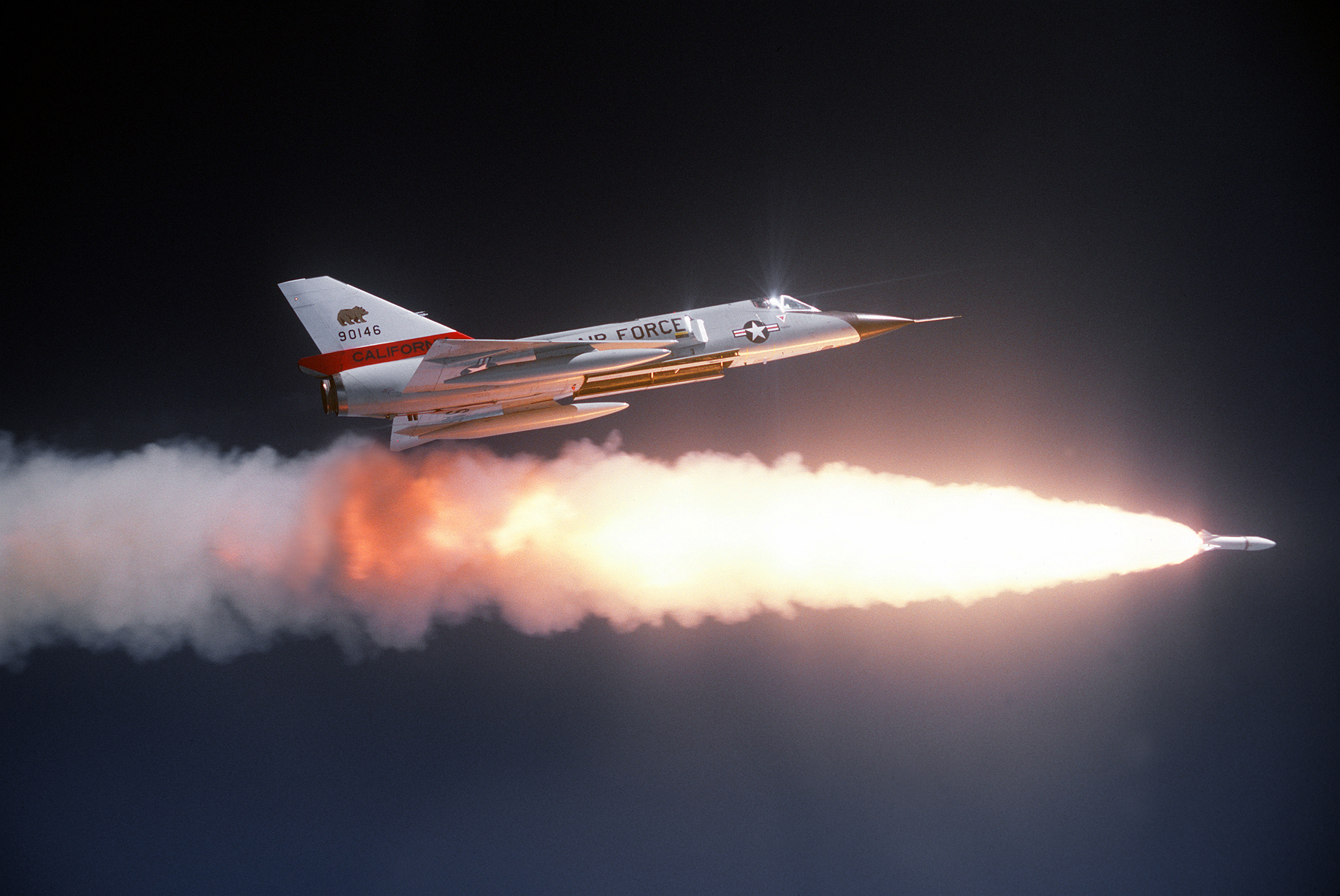
F-106发射AIR-2核火箭

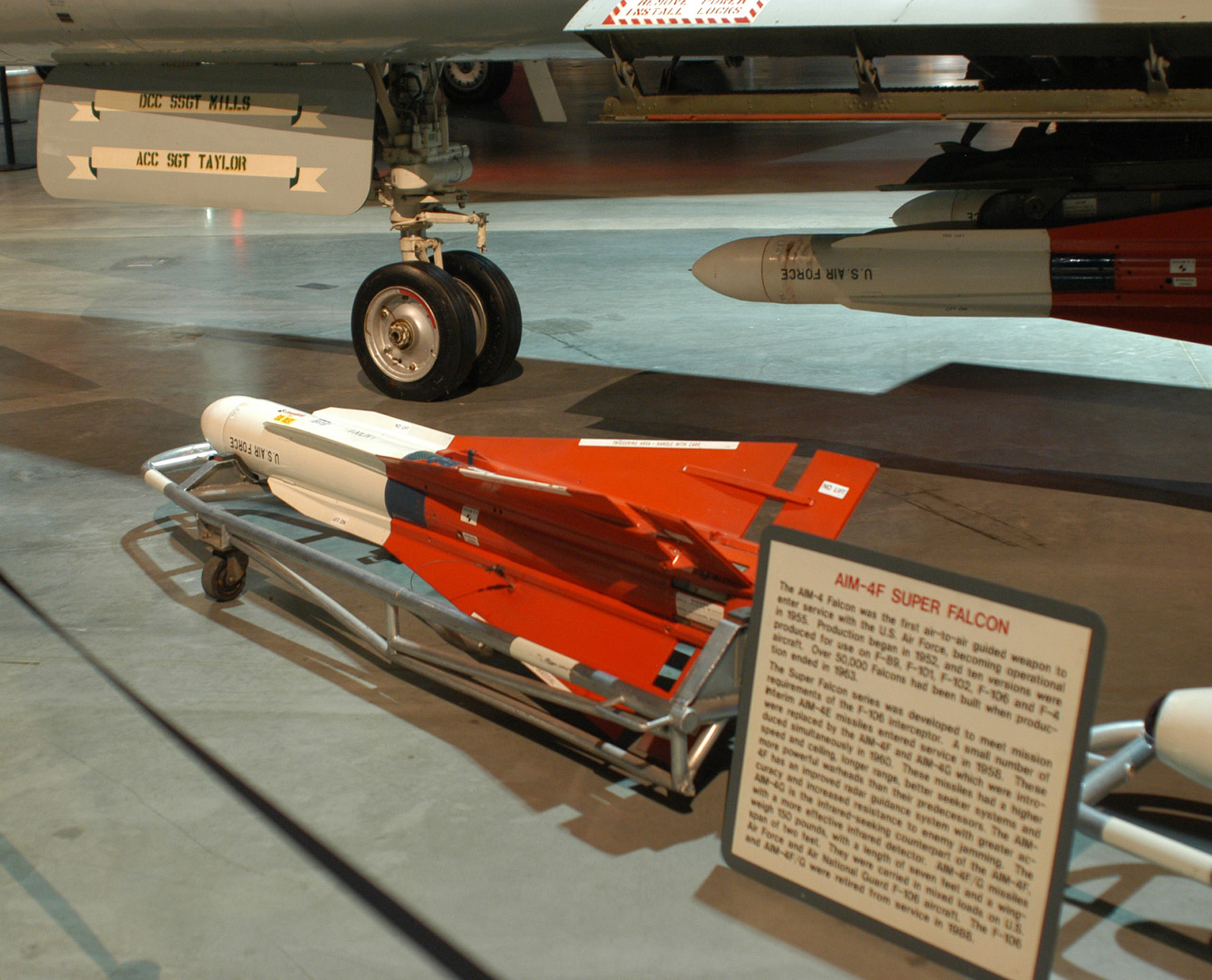
AIM-4空对空导弹

F-106的主要目标是各种远程轰炸机，因此装备的武器也都是为了招呼这些慢悠悠的巨型不速之客。4枚AIM4空对空导弹是F-106的标准配置。四枚导弹包含红外制导的型号和雷达制导的型号。若四颗导弹需要齐射的话，红外制导的型号会先被发射出去，以免将飞在前面的导弹誤以為是目标。但重点还是藏在机身弹仓里，巨大的一枚AIR-2精靈式空对空火箭。这种火箭里装置着一颗1500吨TNT当量的核弹头，可以将半径300米内的所有飞机炸成碎片。因此，为了避免自机被爆炸波及，发射以后F-106会自动进入回避航线。
所有导弹和核火箭都安装在机身弹舱内。原本F-106是不带机炮的。1969年为了可能的越南部署，康维尔为F-106加装了M61火神机炮。机炮和导弹一样都被隐藏在机腹弹仓內。
考虑到部署的机场大多位于寒带且机场条件较差，F-106机上配备有很好的除冰系统，并且安装了拦阻索以减少着陆距离。为了增加航程，F-106特别使用了一种低阻力副油箱。这种副油箱的一大好处是可以在任何速度下挂载而不必一定在高速时抛掉。后来F-106还增加了空中加油系统。

## 部署与使用

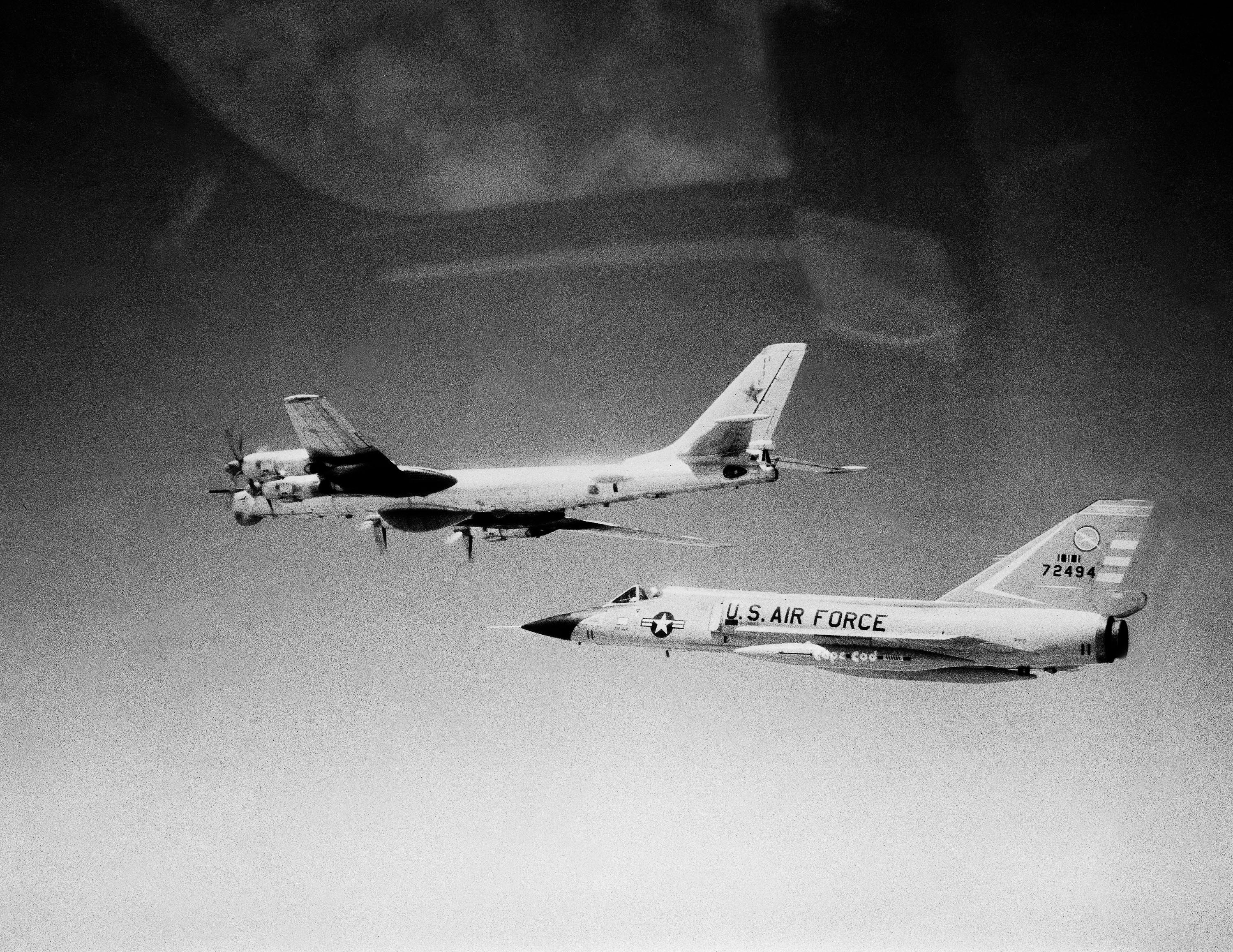
1982年，一架F-106A正在拦截入侵的蘇聯Tu-95轰炸机。

大部分F-106都被部署在美国本土用于防范苏联的轰炸机，尤其是空防最前線的阿拉斯加。也有少量F-106被部署到西德、冰岛和韩国。一如设计的要求，F-106大多数时候都是在地面指挥系统下对入侵的苏联轰炸机进行拦截。在某些时候，地面指挥系统甚至会越过飞行员直接控制飞机。但MA-1火控系统的故障率实在太高。因此大多数时候只有50%的F-106能处在随时使用的状态下。
由于美国发现F-106吃惊的高速性能和很好的格斗潜力，在越南战争吃紧的时期，一度考虑将F-106部署到越南用作高空掩护机。60年代后期康维尔针对这个计划为F-106增加了用于近距格斗的M61机炮，并且为F-106设计了一套适合丛林地带的伪装色。但越南的部署最终无疾而终，也就没有F-106使用上这个丛林迷彩。但机炮被保留下来了，因为它还可以用于对轰炸机的补充攻击。

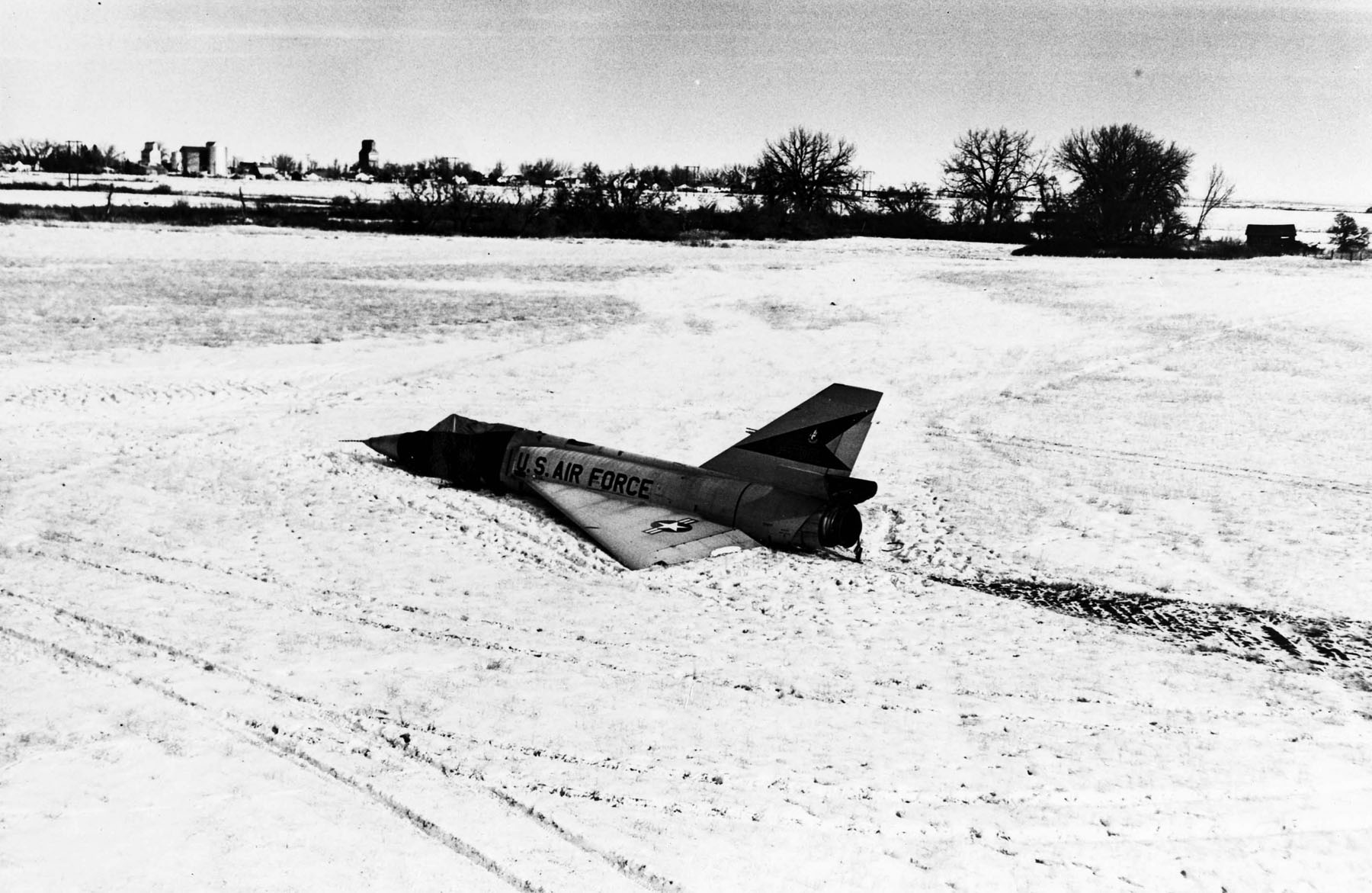
飞行员跳伞后奇迹自行降落的F-106

普韦布洛号事件期间，F-106一度被部署到临近三八线。但最终没有任何战事爆发。F-106终其一生也没有参加过一次实战。F-106在美国的单引擎战斗机是安全性最高的。甚至有过一次，飞行员在弃机跳伞后飞机仍然依靠自动驾驶仪机腹迫降成功。
1972年，美国开始逐渐使用F-15淘汰F-106。淘汰下来的飞机一部分被转交给国民警卫队和NASA，另一部分被封存。蒙大拿州空中国民警卫队186中队是第一个换装F-106的国民警卫队作战单位。他们使用F-106到1988年，之后只是偶尔充当B-1槍騎兵戰略轟炸機的伴飞机到90年代初。1986年起，封存的F-106被取出改造成无人靶机QF-106。最后一次击落QF-106是在1997年。NASA使用F-106用做训练和电子设备研究。NASA最后一次使用F-106是在1998年的Eclipse project（页面存档备份，存于）計畫中，擔任拖曳式空中發射載具的驗證測試。
F-106从未出口。这可能因为它的使用目的太单一--只能用来拦截笨重的远程轰炸机。康维尔曾经尝试向加拿大、西德和日本推销多用途版的F-106，但是都没有下文。

## 各个型号
- F-102B：F-106最初的型号
- F-106A：基本单座型。

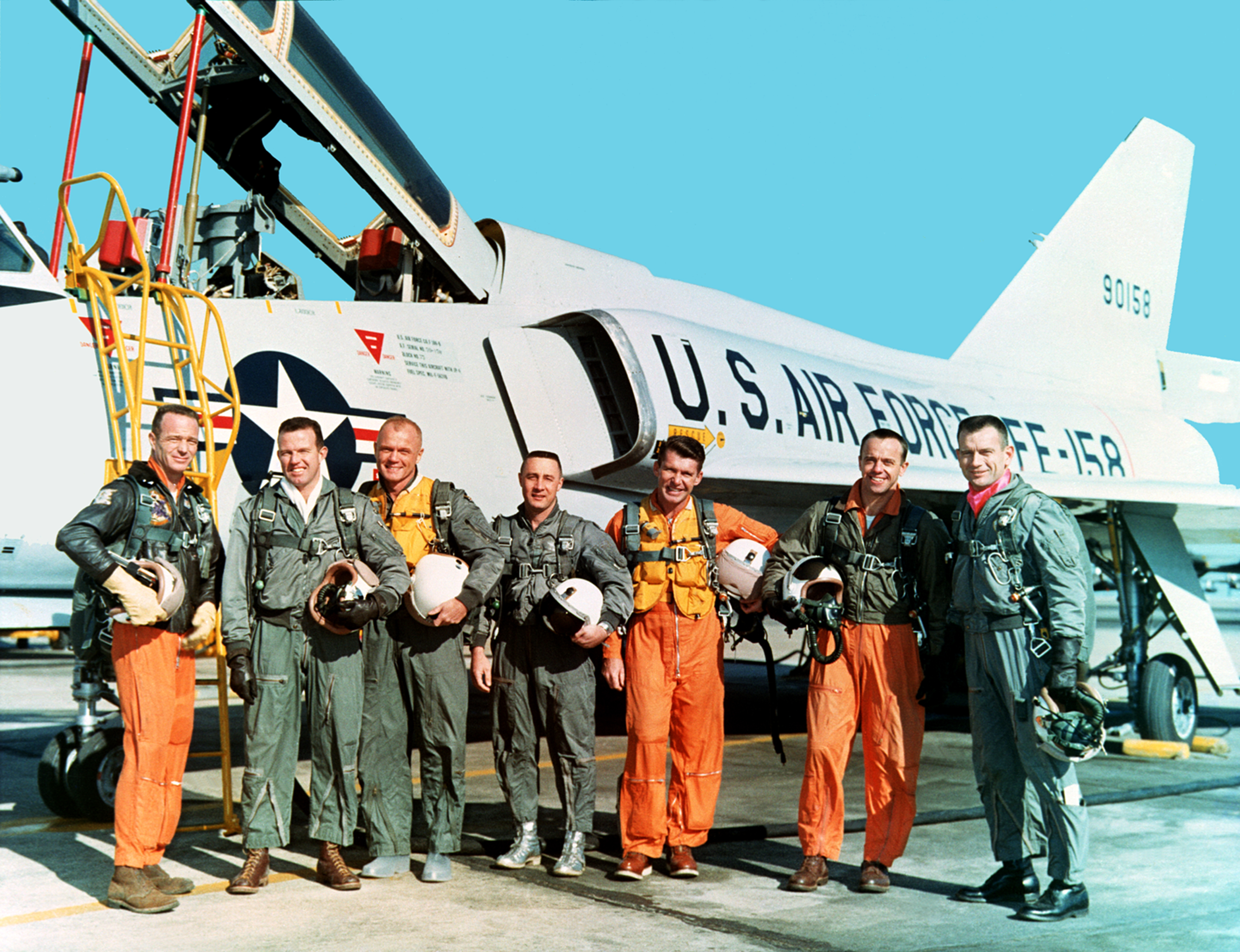
水星计划七人在兰利研究中心的F-106B前合影

- F-106B：双座教练型。保留了全部截击机能力，但因为增加后座而去掉了一个油箱，飞机的航程大受影响。另外B型没有接受加装机炮的改造。
- NF-106B：NASA使用的特制研究机。一共有两架，一直使用到1991年。
- F-106C：颠覆性改进的F-106改型。改为鸭式布局，矩形进气道。速度可以达到M2.5。他作为F-108和F-12的一个替代方案被提出。美国空军原打算订购350架F-106C，最后在1958年项目被取消。
- F-106D：F-106C的双座版。
- QF-106：F-106的无人驾驶版。一般被美国空军用作靶機；也有一些被NASA用做科学研究。1998年退役。

## 使用者
- - 美国空军
- - 美国国民警卫队
- - NASA  使用NF-106B和QF-106无人机。此外也有少量F-106B用做训练宇航员。

## 参数

F-106A三视图

以下参数来自:

### 一般参数
- 翼展：11.67m
- 机长：21.55m
- 高度：6.18m
- 空重：11077公斤
- 裝載重量：15670公斤
- 动力：1x 普惠J75-P-17涡喷发动机。加力推力109kN（24500磅，11092kg）

### 性能参数
- 最大平飞速度：M2.3/2440km/h（12000米高度）
- 作戰半徑： 926公里
- 巡航速度：975km/h
- 实用升限：17380公尺
- 爬升率：150m/s
- 作战半径：740-920km

### 武器
- 機砲：M61火神式機砲
- 飛彈：
  - AIM-4F飛彈*2
  - AIM-4G飛彈*2
  - AIR-2 Genie（英语：AIR-2 Genie）空對空核彈頭火箭彈或AIM-26 隼核彈頭空對空飛彈